# Brytiwka
Brytiwka (ukr. Бритівка) – wieś na Ukrainie, w obwodzie odeskim, w rejonie białogrodzkim, w hromadzie Szabo. W 2022 liczyła 2646 mieszkańców.